# Herero

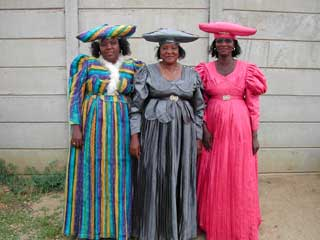
Herero-Frauen in Namibia mit typischem Kopfschmuck

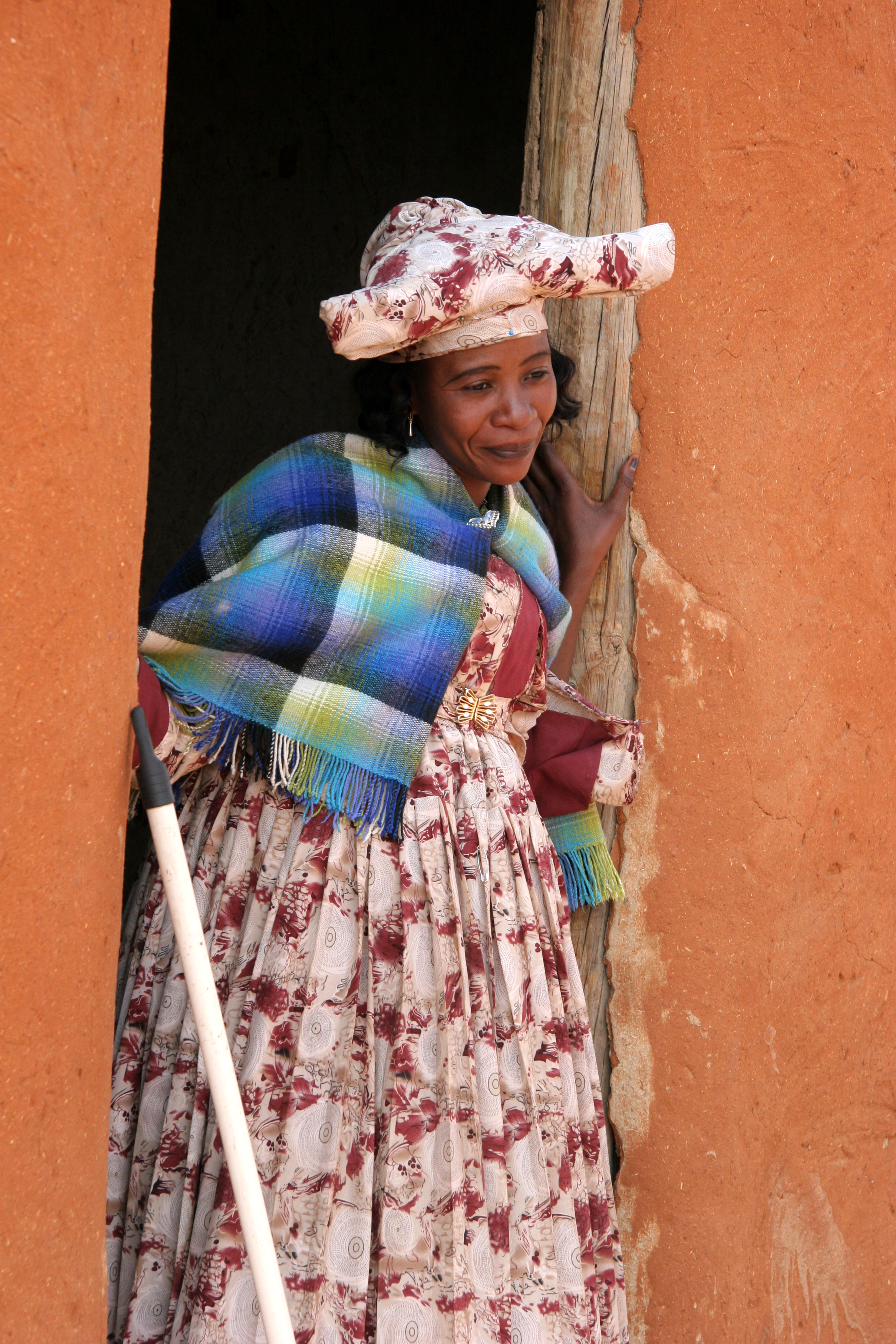
Herero-Frau in Namibia

Die Herero (Singular; eigentlich OvaHerero bzw. Ovaherero) sind ein die Bantusprache Otjiherero sprechendes südwestafrikanisches ehemaliges Hirtenvolk von mehr als 178.000 Menschen (Stand 2023). Die Mehrheit von ihnen lebt in Namibia (knapp 179.000; Stand 2023), einige auch in Botswana und Angola.

## Hintergrund
Nachdem sie ab dem 17. Jahrhundert in das heutige Namibia eingewandert waren und Einheimische in Richtung Süden gedrängt hatten, kam es dort zu langen und verlustreichen Auseinandersetzungen mit Nama und Orlam-Afrikanern. Während der deutschen Kolonialzeit verübte die deutsche Besatzungsmacht unter der Führung Lothar von Trothas einen Völkermord an den Herero, bei dem schätzungsweise 65.000 bis 85.000 Herero starben (etwa 80 Prozent des Hererovolkes).
Die OvaHerero in Namibia gliedern sich in ursprünglich drei Hauptgruppierungen:
- Weiße Flagge (Zeraeua Royal House)
- Rote Flagge (Maharero bzw. Tjamuaha/OtjikaTjamuaha Royal House)
- Grüne Flagge (Ovambanderu)

Im November 2023 ist die Blaue Flagge (Erapi RotjiBlou) hinzugekommen.
In Namibia verdienten Mitte des 20. Jahrhunderts Herero ihren Lebensunterhalt meist als Arbeiter auf großen Farmen oder in den Städten als Händler und Handwerker, während die nach Angola versprengten Herero sehr traditionell als Hirten leben. Ein oft als Teilgruppe behandeltes Volk sind die im Kaokoveld und in der südangolanischen Provinz Namibe lebenden OvaHimba. Die Zuordnung der angolanischen Mundimba und Vakuval(e) ist nicht völlig geklärt, wird aber überwiegend angenommen.

## Geschichte

### 16. bis 19. Jahrhundert
Mitte des 16. Jahrhunderts wanderten die Herero mit ihrem Vieh – vermutlich zusammen mit den ebenfalls eine Bantusprache sprechenden Ovambo – aus Zentralafrika in das Betschuanaland (das heutige Botswana) ein. Die ackerbauenden Ovambo zogen im Norden weiter nach Westen zum oberen Kunene-Fluss, der im südlichen Angola und an der angolanisch-namibischen Grenze liegt. Mit den bereits im Betschuanaland ansässigen Batswana kamen die weiter südlich ziehenden Herero in Streit. In Folge der Auseinandersetzungen trennten sich die Herero auf. Ein Teil, die Himba, zog mit dem Vieh im 17. und 18. Jahrhundert in den Norden des heutigen Namibia und siedelte dort am Kunene, im Kaokoveld. Der andere Volksteil zog an den westlichen Rand des Beschuanalandes in Richtung auf den Ort Okahandja im heutigen Zentralnamibia. Dieser Volksteil wird Mbanderu oder Ostherero, kurz Herero, genannt. Im ausgehenden 18. Jahrhundert wurde Okahandja zum Zentrum des Hererovolkes. Ein bekannter traditioneller Führer der Herero in der ersten Hälfte des 19. Jahrhunderts war der bei Okahandja lebende Tjamuaha. Heute distanzieren sich die Herero von den Himba, die von ihnen als rückständig angesehen werden.
Infolge einer längeren Dürreperiode um 1830 dehnten die rinderzüchtenden Herero (Herero bedeutet ursprünglich Viehbesitzer) ihre Weidegebiete immer stärker nach Süden aus. Sie verdrängten dabei die dort seit ca. 1700 siedelnden Nama. Den Nama kamen mit Beginn des 19. Jahrhunderts die aus der südafrikanischen Kapkolonie nachrückenden Orlam zur Hilfe. Besonders wichtig war die Unterstützung der Afrikaner unter ihrem Häuptling Jonker Afrikaner. Gemeinsam gelang es den Nama und Orlam, die angreifenden Herero bis etwa auf die Höhe Windhuk zurückzudrängen. Das 19. Jahrhundert war in Namibia geprägt durch ständige Auseinandersetzungen und gegenseitige Raubzüge zwischen Herero einerseits und den Nama und Orlam andererseits.
Diese kriegerische Entwicklung wurde maßgeblich gefördert durch die mit Unterstützung der Missionare ins Land gekommenen Händler: Sie verkauften neben Alkohol vor allem Schusswaffen und nahmen dafür Rinder in Zahlung. Extreme Handelsspannen und hohe Kreditzinsen ließen die Stämme schnell verarmen und lösten zahlreiche Raubzüge zwischen den Stämmen aus, damit die Häuptlinge ihre Schulden bezahlen konnten. Die Orlam waren dabei am erfolgreichsten – es gelang ihnen Mitte des 19. Jahrhunderts die erste, fast völlige Ausrottung der Herero.
Erst nach dem Tode des Afrikaner-Häuptlings Jonker Afrikaner im Jahre 1861 gelang den Herero unter ihrem Häuptling Maharero im Zusammenwirken mit dem in Otjimbingwe ansässigen schwedischen Unternehmer Karl Johan Andersson und dessen „Privatarmee“ sowie der „Roten Nation von Hoachanas“ (Nama) eine Rückkehr zu alter Stärke und infolgedessen 1870 eine völlige Unterwerfung der Orlam-Afrikaner (10-Jahresfrieden von Okahandja).

### Deutsche Kolonialzeit

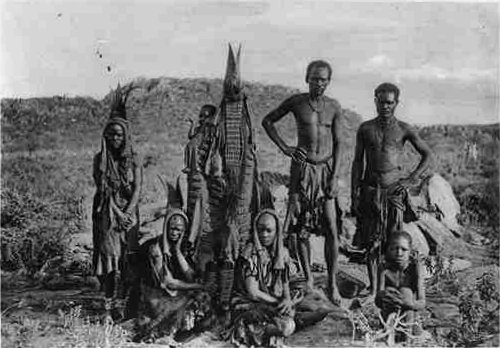
Aus dem Bildbestand der Deutschen Kolonialgesellschaft

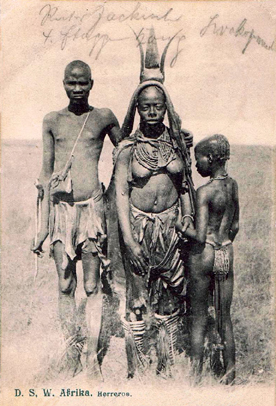
Herero, Ende 19. Jahrhundert

Herero um 1910 in Deutsch-Südwestafrika, aus: Die deutschen Kolonien von Kurt Schwab

Hererofrau um 1910, aus: Die deutschen Kolonien von Kurt Schwab

Ende des 19. Jahrhunderts kamen die ersten eine dauerhafte Besiedlung anstrebenden Europäer ins Land. Im Damaraland sowie auch im zentralen Hochland um die Stadt Windhoek herum erwarben deutsche Siedler von den Herero Land für den Aufbau von Farmen. Im Jahre 1883 schloss der Kaufmann Franz Adolf Eduard Lüderitz einen Vertrag mit einheimischen Stammesältesten, der Grundlage späterer deutscher Kolonialherrschaft wurde. Südwest-Afrika wurde 1884 – nach Anerkennung durch die britische Krone – deutsche Kolonie (formalrechtlich Deutsches Schutzgebiet) unter der Bezeichnung Deutsch-Südwestafrika.
Zunächst herrschte ein gutes Einvernehmens zwischen der deutschen Kolonialverwaltung und den Herero. Bald kam es aber zu Konflikten zwischen den deutschen Kolonisten und den Herero-Hirten. Strittig waren oft Land- und Wasserrechte. Ein Konflikt entzündete sich am Bau der Otavi-Bahn. Ein anderer Landkonflikt nahm seinen Ausgang in einem Kaufvertrag über mehrere „Meilen“ Land. Lüderitz hatte verschwiegen, dass es sich im Vertrag um deutsche Landmeilen zu ca. 7,5 km handelte. An sozialen Konflikten sind zu nennen die (rechtliche) Diskriminierung, ungeahndete sexuelle Übergriffe auf Hererofrauen, Missionierung, Unterdrückung und Ausbeutung der Einheimischen durch die Weißen.
Im Jahr 1897 trafen die von Südafrika her kommende Rinderpest und eine große Heuschreckenplage zusammen. Fast 70 % des Viehbestandes der Herero gingen verloren. Dies und die von den Händlern forcierten Kreditverkäufe führten zu einer nachhaltigen Verarmung der Herero und zwangen diese zu weiteren Landverkäufen sowie zur Lohnarbeit bei deutschen Farmern.
Diese Konflikte mündeten im Januar 1904, ausgelöst durch die Ungeschicklichkeit des deutschen Distriktchefs in Okahandja, Oberleutnant Ralf Zürn, in den Hereroaufstand, der unter Führung des Häuptlings Samuel Maharero mit der Plünderung der Stadt Okahandja seinen Anfang nahm. Die Vorplanung erfolgte durch brieflichen Austausch zwischen den Stammesführern, einige der Dokumente sind heute noch erhalten.
Zu den anfänglichen Militärschlägen der Herero gegen die Kolonisten gehörte das Niederbrennen aller Farmen und Siedlungen in ihrer Umgebung, wobei rund 150 deutsche Siedler, zumeist Männer, ermordet wurden. Da die Herero den Befehl ausgegeben hatten, Missionare zu schonen, wurden diese später fälschlicherweise der Kollaboration beschuldigt.
Die Armee der aufständischen Herero war gut organisiert und mit Schusswaffen ausgerüstet. Die Schutztruppe für Deutsch-Südwestafrika unter Gouverneur Theodor Leutwein war zahlenmäßig weit unterlegen und war bereits durch einen „kleineren Aufstand der Bondelswarte“ im Süden des Landes gebunden. Nach den anfänglichen Erfolgen der Herero entsandte das Deutsche Kaiserreich ein Expeditionskorps unter Lothar von Trotha mit etwa 15.000 Mann. Diese Truppe drängte die Herero rasch zurück. Die Deutschen suchten am Waterberg die Entscheidung. Die Herero verloren die Schlacht am Waterberg am 11. August 1904, jedoch konnten viele Hereros in die wasserlose Omaheke-Steppe flüchten. Die deutsche Schutztruppe und die mit ihnen verbündeten Orlam-Witbooi riegelten die Wüste ab und vertrieben die Hereros von den Wasserstellen. Ausdrücklich wurde auch Frauen und Kindern die Möglichkeit verwehrt, sich den deutschen Soldaten zu ergeben.
Von Trotha hatte bereits früh die Überzeugung erkennen lassen, dass die Nation der Herero vernichtet werden müsse. Sein Kommando resultierte im ersten Völkermord  des 20. Jahrhunderts, der bis zu 80 Prozent des Hererovolkes das Leben kostete. Im Krieg und danach kamen zwischen 25.000 und 100.000 Herero und 1749 Deutsche um. Nur etwa 1000 Herero gelang mit ihrem Häuptling Samuel Maharero die Flucht ins Betschuanaland. Eine unbekannte Anzahl kam nach Norden durch und wurde von den Ovambo aufgenommen. Einige Herero kehrten erschöpft und mutlos zurück und ergaben sich. Gefangene Herero internierten die Deutschen in Konzentrationslager – eine Bezeichnung, die Reichskanzler Bernhard Fürst von Bülow erstmals am 11. Dezember 1904 offiziell verwendete.
Die auf deutscher Seite kämpfenden Witbooi waren über das Ausmaß der Vernichtung entsetzt. Einige flüchteten, da sie ein ähnliches Schicksal befürchteten. Nach dem Ausbruch des Nama-Aufstandes wurden die restlichen Witbooi-Söldner entwaffnet und als Arbeitssklaven in die deutschen Kolonien Kamerun und Togo deportiert. Hier ging die Mehrzahl von ihnen zugrunde. In den Folgejahren kämpften einzelne Hereroabteilungen an der Seite der aufständischen Nama.
Im Betschuanaland führten die überlebenden Herero unter Samuel Maharero ein Minderheitendasein. Maharero starb 1923 im Exil, wurde am 23. August 1923 nach Okahandja überführt und dort unter Leitung des neuen Hererohäuptlings Hosea Kutako mit großem Zeremoniell beigesetzt.

### Nachwirkungen des Völkermordes
Zum Gedenken an die Schlacht am Waterberg und an die in Okahandja bestatteten Hererohäuptlinge Tjamuaha, Maharero, Samuel Maharero und Hosea Kutako wird alljährlich im August mit Schwerpunkt Okahandja der sogenannte Hererotag begangen. Er ist ein Tag des vom Stammesbewusstsein der Herero getragenen und in ihrem Ahnenkult begründeten Gedenkens.
Zum 100. Jahrestag der Schlacht am Waterberg im August 2004 hat auch die deutsche Ministerin für Entwicklungszusammenarbeit Heidemarie Wieczorek-Zeul vor Ort der Toten gedacht und sich dabei erstmals zur politischen und moralischen Schuld der deutschen Kolonialverwaltung bekannt. Seit dem 10. Juli 2015 erkennt die Bundesregierung die damaligen Ereignisse als Völkermord an.
2011 stellten Herero einen Antrag auf Rückführung der Herero-Schädel, die im Zuge der kolonialen Besetzung und des Völkermordes zu pseudowissenschaftlichen Untersuchungszwecken nach Deutschland exportiert worden waren. In der Berliner Charité, bei der Berliner Gesellschaft für Anthropologie, Ethnologie und Urgeschichte und in Freiburger Universitätsgebäuden lagern noch immer viele dieser Schädel. Im November 2011 konnte eine Delegation von Herero die ersten Schädel in der Charité in Empfang nehmen und nach Namibia überführen. 2014 erfolgte eine zweite Übergabe in der Charité und auch eine erste Übergabe aus Freiburger Beständen. Im August 2018 gab es eine weitere Übergabe von Gebeinen im Rahmen eines Gedenkgottesdienstes. Während der Zeremonie forderte die evangelische Bischöfin Petra Bosse-Huber die Anerkennung des Völkermords als Genozid ein. Staatsministerin Michelle Müntefering übergab die Gebeine an die namibische Delegation.
Mehr Details zu diesem Thema: siehe Der Völkermord und die Bundesrepublik Deutschland.

### Deutsche Kolonialverbrechen
Die Deutsche Bundesregierung bekennt sich zum „Deutschen Kolonialverbrechen“ in Namibia (Stand 2021). Die Nachfahren der Opfer des Verbrechens im Deutschen Kaiserreich werden finanzielle Unterstützung der Bundesregierung von Deutschland bekommen. Heiko Maas benannte dieses Verbrechen der deutschen Kolonialtruppen als Völkermord.

## Die Herero in Angola

Karte der Volksgruppen in Angola, 1970 (orange: Gebiet der Herero)

Im Gegensatz zu Namibia ist die Geschichte der Herero in Angola wenig dramatisch. Sie haben sich als Hirtenvölker nördlich von Namibia in der heutigen Provinz Namibe ein Siedlungsgebiet ausgesucht, in dem es sonst lediglich kleine versprengte Khoisan-Gruppen gab. Dort führten und führen sie das Leben von Nomaden oder Halbnomaden. Der Besetzung dieses Teils von Angola durch die Portugiesen zu Beginn des 20. Jahrhunderts setzten sie kaum Widerstand entgegen. Andererseits wurden sie aber auch von den Kolonialherren kaum behelligt, die an der Namibwüste und ihren spärlichen Bewohnern wenig Interesse hatten. Den Vakuval war es sogar recht, im Gebiet der heutigen Stadt Moçâmedes, Saisonarbeit finden zu können, die ihnen die Möglichkeit einer Verbindung zu der Geldwirtschaft eröffnete, die sich langsam ausbreitete. Am antikolonialen Guerillakrieg in Angola (1961–1974) beteiligten sie sich nicht.
Als es 1974/75 zum bewaffneten Konflikt zwischen den drei Befreiungsbewegungen kam, wurden die Vakuval vom MPLA mit einem bescheidenen Kontingent an Waffen versorgt, um sie gegen FNLA und UNITA im Kampf um Lubango zu benutzen – an dem sie jedoch im Endeffekt praktisch nicht teilnahmen. Nach der Unabhängigkeit Angolas (1975) setzten die Hererogruppen ihre Lebensweise wie gewohnt fort. Vom Bürgerkrieg in Angola (1975–2002) wurden sie kaum berührt, auch nicht durch die Errichtung von Basislagern der SWAPO im Südwesten Angolas.
Von der wirtschaftlichen Entwicklung Angolas, die inzwischen teilweise auch diesen Landesteil erreicht hat, haben sie sich bisher kaum beeindrucken lassen – im Gegensatz etwa zu ihren Nachbarn, den Nyaneka-Nkhumbi. An übergreifenden Wirtschaftskreisläufen nehmen sie weiterhin nur begrenzt teil, nehmen Möglichkeiten zum Schulunterricht ihrer Kinder und zur Gesundheitsversorgung nur in Grenzen wahr und bleiben im Großen und Ganzen immun gegen Missionierungsversuche.